# Bataille de Taller
La bataille de Taller oppose en 982, à Taller le duc Guillaume Sanche de Gascogne à Airald (ou Harald) chef des Vikings.

## Présentation
Au Xe siècle la partie occidentale du duché de Vasconie (Landes et Béarn) est ruiné et sans défense, les évêchés sont sans titulaires, les abbayes sont détruites et la population redoute les raids Vikings et leurs pillages.
Lors d'une première expédition, les Vikings, remontent l'Adour et ravagent tout sur leur passage : Bayonne, Dax, Bazas, Condom. Ils reviennent quelques années après mais ils sont repoussés, l'effet de surprise ne jouant plus en leur faveur. Ils préparent alors une nouvelle attaque.
Lors de cette troisième invasion en 982, ils débarquent cette fois-ci à Capbreton et installent leur place forte à Castets sur la route reliant Bordeaux à Dax. De retour de Navarre où il vient de battre les toupes maures d'El Mansour, Guillaume Sanche, duc de Gascogne, accompagné de son frère Gombaud de Gascogne évêque de Gascogne part à leur rencontre avec ses troupes. Les Vikings d'Airald préférant la bataille à un siège, attendent les gascons sur ce terrain parsemés de Tucs (dunes) plus favorables à leurs infériorité numérique et à l'aménagement de fortification défensive. La confrontation eu lieu à Taleras (Taller) et fut une victoire pour la Gascogne, leur chef Airald tué les Vikings abandonnent leurs positions en Gascogne. L'évêque Gombaud de Gascogne serait mort lors de la bataille et ainsi son frère Guillaume Sanche donne le nom de son frère au vallon de la bataille : la Fosse-Guimbaud.
Sur le lieu de la bataille fut fondé au xie siècle l'hôpital prieuré des chevaliers de Saint-Jacques de la Fosse-Guimbaud (mentionné dès 1274 « l'Hospitali de Hoce Guibaut ») construit en pierre sous Saint Louis pour accueillir les pèlerins de Compostelle, il se dressait au sommet d'un tuc au bord du ruisseau d'Escouriou. A proximité de l'hôpital fut construite également une chapelle placée sous le vocable de Saint-Jacques. Elle fut édifiée en l'honneur de l'évêque Gombaud qui serait mort pendant la bataille, la chapelle aurait été sa sépulture.
Des vestiges découverts à l'occasion de fouilles en 1983 attestent de la présence de l'hôpital et de la chapelle qui figuraient encore au XVIIIe siècle comme halte sur la voie de Tours du chemin des pèlerins vers Compostelle,,.
Les cartulaires de l'abbaye de Saint-Sever et de la cathédrale Saint-Pierre de Condom (début XIe siècle) font état de cette bataille qui s'est déroulée dans une lande rase (rictis acis in planitie Taleras dicta). Le cartulaire de Saint-Pierre de Condom indique que ce lieu isolé était encore jonché de plus d'ossements blanchis des nombreux combattants qui y avaient été tués que d'herbes verdoyantes.
Le cartulaire de la cathédrale Saint-Pierre de Condom (première moitié du XIe siècle) est le seul texte indiquant le lieu, sans certitude que ce lieu soit Taller près de Castets dans les Landes :

« Guillelmus Sanctii successit et totius promeruit culmen honoris. Cuius in diebus gens perfida Normannorum christicolis jam nomine magis quam opibus unita maritima littora circumiens Guasconiae fines invasit et in quadam vasta planitie Taleras. Concedit dictus Guillelmus Sanctii quos ille aggressus tanta cede in eadem planitie solitudinis mactavit ut magis hodie videatur operta in locis quamplurimis ossibue occisorum quam cespitibus herbarum agrestibus hac ergo plaga correcti non potuerunt [...] Facus ergo Guillelmus princeps patrie. »

— Extrait du cartulaire de Condom, compilé vers 1380 ; cité dans Lewis et Bauduin 2021, p. 632.
Le cartulaire de Saint-Pierre de Condom revendique la possession d'une relique vénérée, qui serait une croix prise lors de la bataille sur le chef ennemi Airald, et offerte à l'abbaye :

« Parmi eux se trouvait un très redoutable normand appelé Airald [= Harald] qui protégé par sa cuirasse et ses armes paraissait invulnérable : les traits le touchaient mais ne le blessaient pas. Enfin il fut fait prisonnier et, sous sa cuirasse, on vit pendre à son cou la croix du Seigneur, alors qu'il en était indigne. Sitôt qu'elle lui fut retirée, il mourut. Le comte [Guilhem-Sants] offrit alors ce bois porteur de vie à notre monastère [St-Pierre de Condom]. Depuis, il apporte le salut, car on a reconnu sa vertu contre l'incendie, la tempête, et, aspergé de vin, dans le rétablissement des malades. On nomme toujours cette croix du nom du guerrier qui la portait. Guilhem devint ainsi prince de la province… »

— Extrait du cartulaire de Condom, compilé vers 1380 ; cité dans Lewis et Bauduin 2021, p. 632.
Selon la légende de la fondation de l'abbaye de Saint-Sever en 988 recueillie dans le cartulaire de la dite abbaye, avant la bataille Guillaume Sanche aurait fait la promesse sur le tombeau de Saint-Sever, d'ériger un monastère sur le lieu de la chapelle primitive du tombeau du saint protecteur au cas de victoire contre les envahisseurs païens. Ainsi on peut lire que le saint martyr Saint Sever est miraculeusement apparu en armes sur un cheval blanc au cours de la bataille.

« La nation impie des Normands ayant fait irruption dans les terres que je tiens de Dieu par droit héréditaire, je suis venu au tombeau du saint martyr Sever pour implorer sa protection contre ces barbares, promettant, s’il me rendait victorieux, de lui assujettir tout l’état soumis à ma domination, comme avait fait Adrien, roi du même pays, et m’engageant à construire au lieu d’une petite église que ce prince avait élevée en son honneur, un ample et magnifique monastère. Ayant, après ce vœu, livré bataille à cette troupe maudite, je vis paraître à la tête de la mienne le saint martyr, monté sur un cheval blanc et couvert d’armes brillantes, avec lesquelles il terrassa plusieurs milliers de ces méchants, et les envoya aux enfers. Parvenu au comble de mes souhaits par une dernière victoire, je m’empressai de m’acquitter de mon vœu… »

— Extrait du cartulaire de l'abbaye de Saint-Sever (Xe siècle)
Cette victoire du duc, obtenue au prix de pertes humaines importantes, affermit considérablement son pouvoir en Gascogne et permet une réorganisation religieuse de son duché autour de l'abbaye de Saint-Sever, dont la fondation résulterait d'une promesse faite par Guillaume Sanche à l'occasion de cette bataille,,,.